# Market Shop (Nevis)
Market Shop ist eine Siedlung auf der Insel Nevis im Inselstaat St. Kitts und Nevis in der Karibik.

## Geographie
Die Siedlung liegt im Parish Saint George Gingerland im Südosten der Insel. Der Ort ist eingebettet in zahlreiche weitere Siedlungen. Er liegt schon auf beachtlicher Höhe über dem Meeresspiegel an der Straße zwischen Taylors Pasture und Gingerland.
| Zetlands Estate | Old Manor Estate                            | Gingerland      |
| Chicken Stone   | Kompassrose, die auf Nachbargemeinden zeigt | Simmonds Estate |
| Taylors Pasture | Maynards Ground                             | Crook’s Ground  |